# Baraqueville
Baraqueville település Franciaországban, Aveyron megyében. Lakosainak száma 3168 fő (2022. január 1.). Baraqueville Boussac, Calmont, Camboulazet, Gramond, Luc-la-Primaube, Manhac, Moyrazès, Quins és Druelle Balsac községekkel határos.

## Népesség
A település népessége az elmúlt években az alábbi módon változott:
| Lakosok száma | 1814 | 2458 | 2569 | 2989 | 3132 | 3141 | 3142 | 3150 | 3158 | 3168 |
|               | 1975 | 1990 | 1999 | 2008 | 2013 | 2015 | 2017 | 2019 | 2020 | 2022 |